# 際良
際良（?—?），格濟勒氏，满洲正黄旗人。乾隆庚子举人，丁未进士。后任兵部职方司主事。

## 家族
堂亲公泰，湖北布政使；色通額，雍正庚戌进士；興泰、懷蔭布，乾隆丙辰同榜进士；廉善、廉能，嘉庆己未兄弟同榜进士；成琦，道光庚戌进士。